# Pala Alpitour
A Pala Alpitour (eredetileg Palasport Olimpico, rövidítve PalaOlimpico, más néven PalaIsozaki), egy többfunkciós aréna, amely Torino Santa Rita kerületében, Olaszországban található. Néhány méterre keletre található az Olimpiai Stadiontól. Az aréna befogadóképessége jégkorong mérkőzés esetén 14 350, kosárlabda mérkőzésnél 16 600, míg röplabda mérkőzésnél 15 800, ezzel az ország legnagyobb fedett sportarénája. Emellett számos nagyszabású koncert helyszínéül szolgál. Az arénát a 2006-os téli olimpiára építették nagyjából 87 millió euróból, és a Torino Esposizionival közösen a jégkorong mérkőzéseknek adott otthont. 2014. augusztus 8-án Pala Alpitour névre keresztelték a létesítményt.

## Előzmények

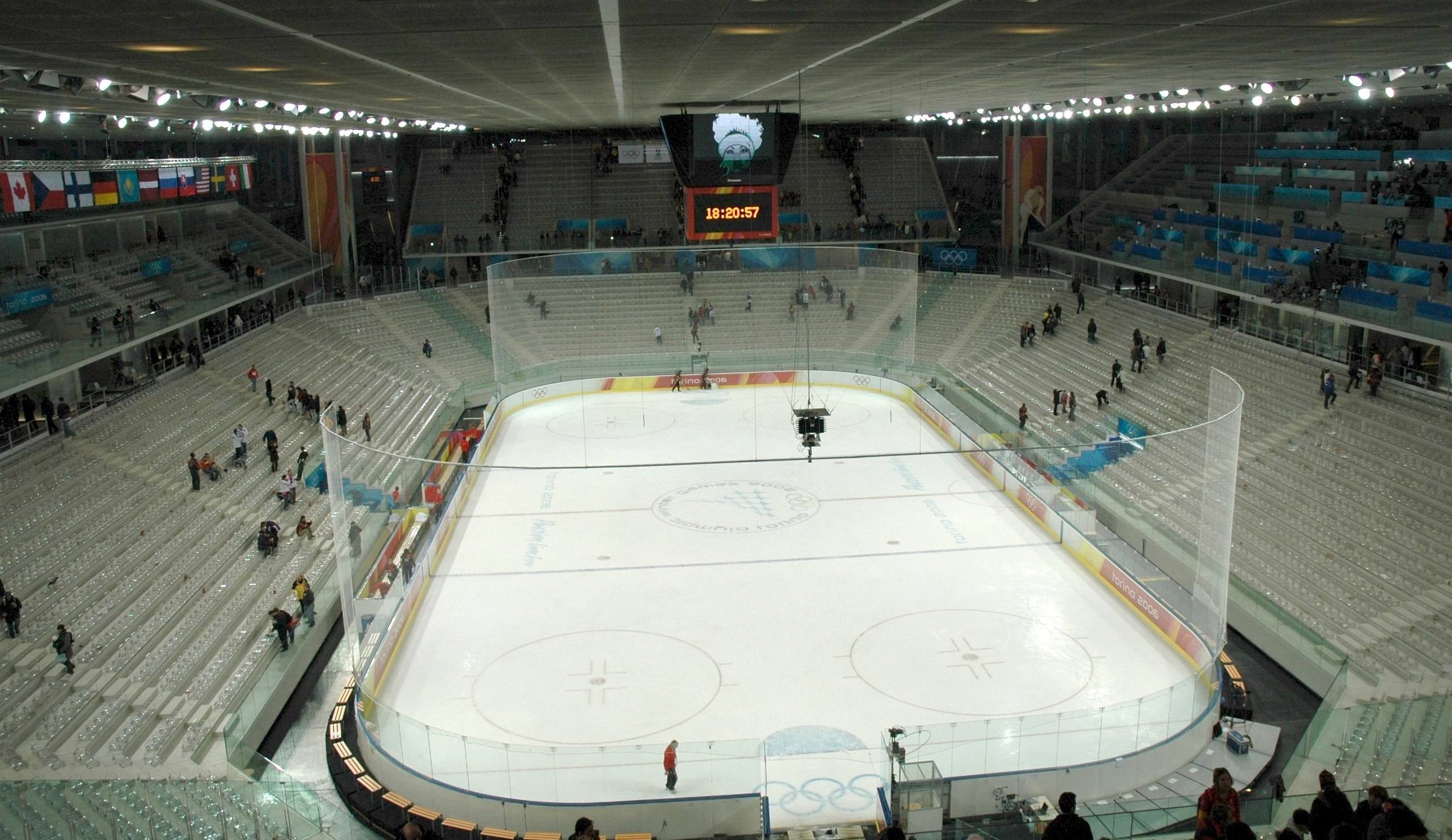
A Pala Alpitour belülről a 2006-os téli olimpia alatt

Az épület tervezése nemzetközi pályázat tárgyát képezte, amelyet a tokiói Arata Isozaki építész által vezetett csapat nyert meg. A helyszínt Arata Isozaki japán építész és Pier Paolo Maggiora olasz építész tervezte, ez a nagyobb sportkomplexum része, amely az olimpiai stadionok központi részeként ismert, és magában foglalja az úszócsarnokot és a megnyitóünnepség területét is.
A futurisztikus épület külseje téglalap alakú, derékszögű bevonatú rozsdamentes acél és üvegszerkezet, alapja 183 x 100 méter. Négy szinten helyezkedik el, amelyek közül kettő a föld alatt található (legfeljebb 7,5 méterrel a talaj alatt) és kettő a szabadban (legfeljebb 12 méter magas). A szerkezet teljes hossza körülbelül 200 méter.
Az aréna teljesen rugalmas és alkalmazkodik a belső szerkezetéhez és az állványok elrendezéséhez. A mozgatható és visszahúzható fehéredők modern rendszerének, valamint az ideiglenesen mozgatható fedélzetnek köszönhetően. A szerkezet akusztikája is alkalmazkodik.
Az aréna egyfajta varázsdoboz, és a 2006-os téli olimpiát követően sokféle rendezvénynek adott otthont. Az aréna házigazdája lehet olyan eseményeknek, mint a jégkorong, az atlétika és egyéb beltéri sportok, valamint beltéri koncertek, kongresszusok, kiállítások, rendezvények, felvonulások, bemutatók, vallási összejövetelek stb.

## Megközelítése
- 4-es és 10-es villamossal
- 61-es, 91-es, 17/ és 17-es, busszal
- 50 perc alatt a repülőtérről,
- A Piazzale Grande Torino tér felől, a Corso Sebastopoli sétálóutcában, a Corso Giovanni Agnelli és a Corso Galileo Ferraris között.

## Események

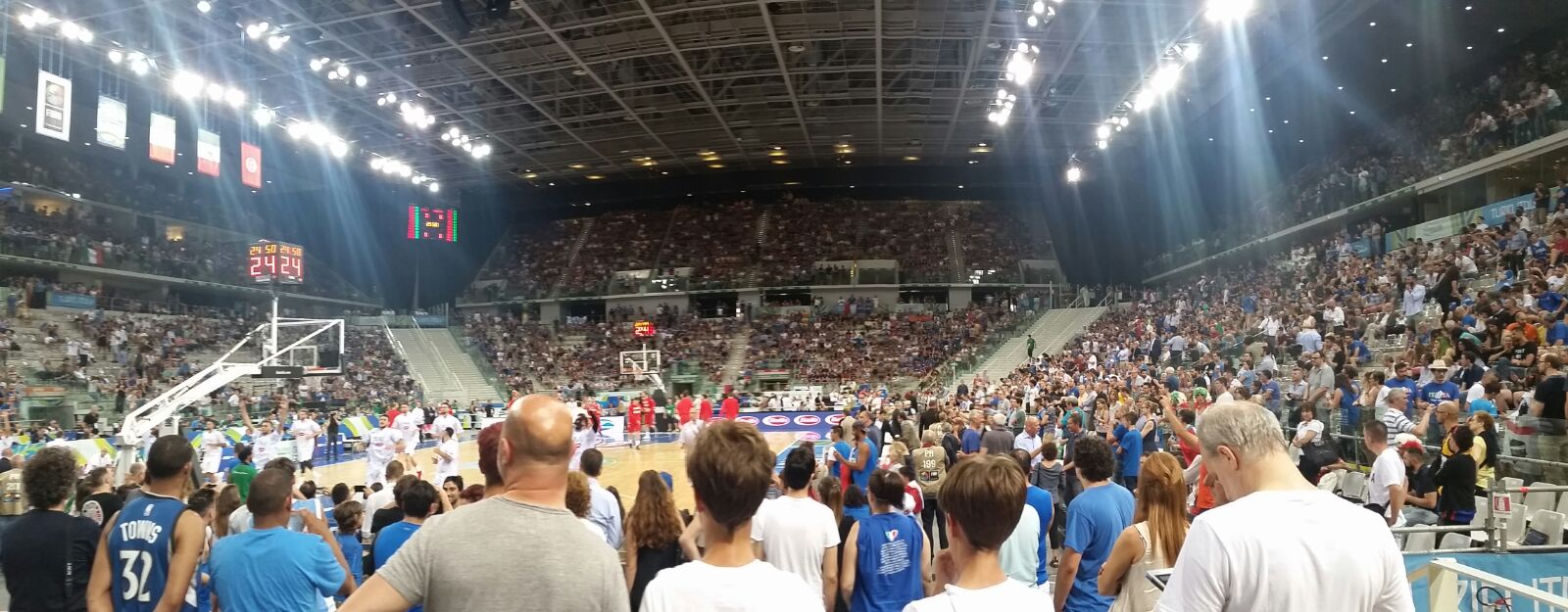
Belső nézet a 2016-os FIBA olimpiai kvalifikációs világbajnokság alatt

A sportaréna 2005-ben nyílt meg. Gyakorlópálya is rendelkezésre áll. A 2006-os téli olimpia jégkorong-eseményeinek, köztük a döntőknek adott helyet.
2007-ben a helyszíne volt a XXIII. Téli Universiade megnyitó ünnepségének.
A kosárlabdában a Pala Alpitour adott otthont a 2008–2009-es EuroCup kosárlabda utolsó szakaszának, valamint a 2016-os FIBA olimpiai kvalifikációs  világbajnokságnak, amelyet Olaszország mellett, a Fülöp-szigeteken és Szerbiában rendeztek július 4–10-ig.
A Bellator 152 és a Bellator 176 vegyes harcművészeti eseményeket szintén itt tartották meg, valamint a 2018-as férfi röplabda-világbajnokság harmadik fordulóját is.
A Pala Alpitour az olaszországi zenei események egyik fő helyszínévé vált. Olyan művészek léptek fel az arénában, mint Bob Dylan, Madonna, Rihanna, az U2, Florence and the Machine, 5 Seconds of Summer, Lana Del Rey, Ariana Grande, Shakira, Renato Zero, Tiziano Ferro, az Il Volo, Elisa és Marco Mengoni.
2021 és 2025 között a Pala Alpitourban rendezik meg a ATP World Tour Finals eseményt, ezzel a történelem során először Olaszország ad otthont a teniszbajnokságnak.
2021. október 8-án az Európai Műsorsugárzók Uniója (EBU) és az olasz RAI műsorszolgáltató bejelentette, hogy a 2022-es Eurovíziós Dalfesztivált itt rendezik meg, miután 2021-ben az olasz Måneskin együttes nyert a Zitti e buoni című dallal Rotterdamban. A verseny elődöntőire május 10-én és 12-én, a döntőre május 14-én került sor. Ez volt az első alkalom, hogy Torinóban rendezték meg a versenyt, és harmadjára fordul elő, hogy Olaszország ad otthont a dalfesztiválnak. A legutóbb 1991-ben Rómában tartottak Eurovíziós Dalfesztivált.